# Marceau Esquieu
Pour les articles homonymes, voir Esquieu.
Marceau Esquieu, en occitan Marcèu Esquieu, né le 19 mars 1931 à Hautefage-la-Tour (Lot-et-Garonne) et mort le 2 janvier 2015 à Agen, est un enseignant, écrivain, poète et conteur occitan.

## Biographie

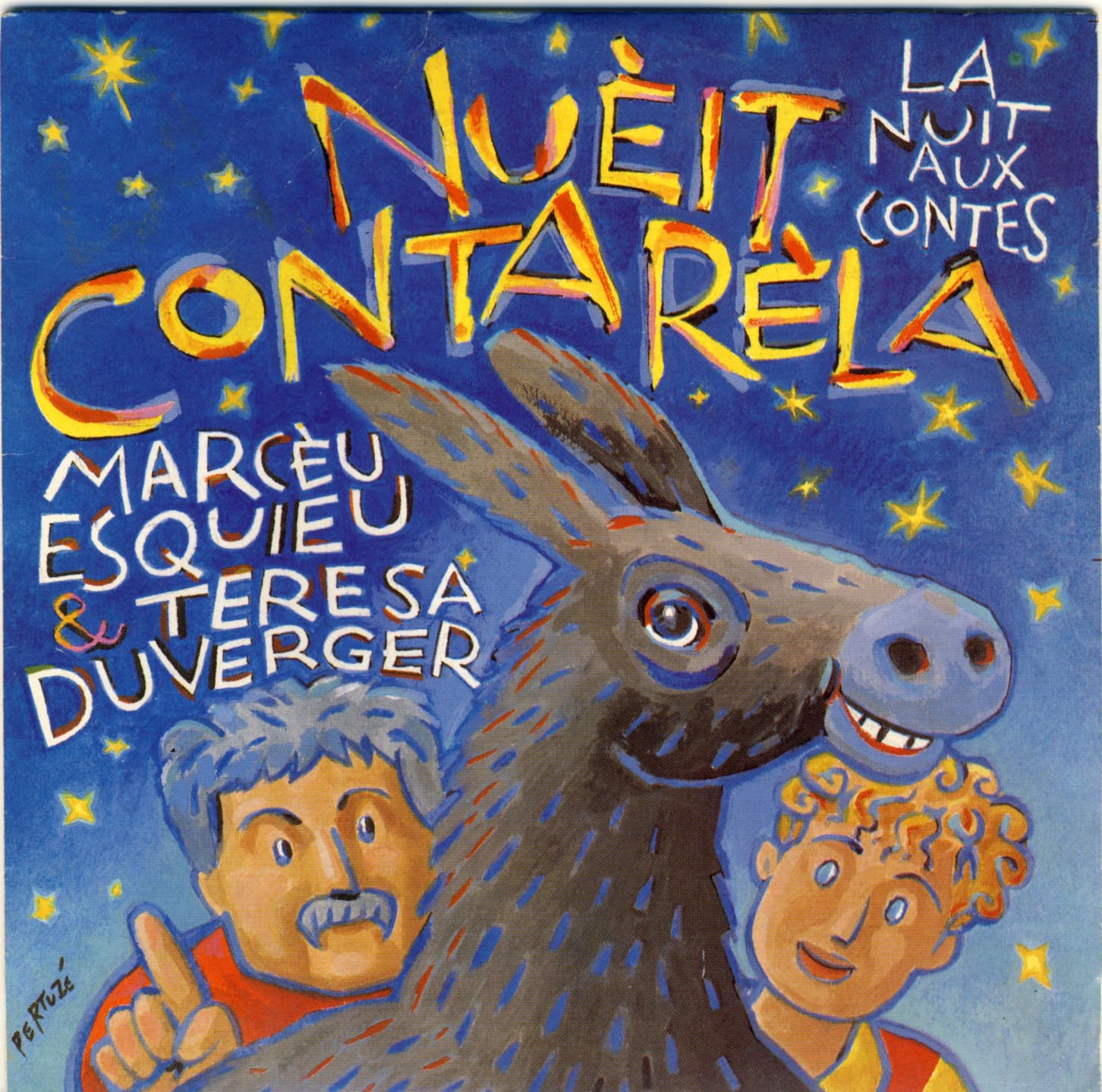
lNuèit contarela, 1996

Professeur de lettres classiques et d'occitan à Villeneuve-sur-Lot de 1957 à 1992, Marceau Esquieu n'a eu de cesse de faire connaître, et d'écrire lui-même, dans des registres variés, la langue de ses ancêtres. Il a fondé en 1973, et animé l'Escòla occitana d'Estiu (École occitane d'été), avec des amis sûrs, auteurs eux-mêmes, comme Cristian Rapin (Christian Rapin) ou Joan Rigosta (Jean Rigouste) : d'abord à Villeneuve-sur-Lot, puis dans l'ancienne école du village de Picapol (Piquepoul), transformée en un centre culturel occitan permanent, maintenant au lycée l’Ostal de Villeneuve-sur-Lot. Il y multiplie les actions, notamment éditoriales, remettant en lumière les auteurs occitans du Lot-et-Garonne comme Jacques Boé dit Jasmin, mais aussi Paul Froment (1875-1898), Arnaud Daubasse (1660-1720) et beaucoup d'autres.
Marceau Esquieu a participé à de nombreuses émissions de télévision pédagogiques sur l'occitan (Parlar occitan), produites par FR3 Aquitaine de 1983 à 1985. Il a écrit et dit les textes de la série Istòrias d'Aquitania (1985), ainsi que les paroles des chansons qui y étaient interprétées par Jacmelina, Éric Fraj, Bernat Dauphiné.
Son œuvre personnelle, nouvelles, récits, souvenirs, théâtre, poésie, s'est quelque peu éparpillée dans une multitude de publications, comme dans Camins d'Estiu, le bulletin de l'Escòla occitana. Actuellement, elle est enfin regroupée par l'Institut d'Estudis occitans.
Un autre aspect essentiel de l'œuvre de Marceau Esquieu tient à l'oralité : c'est un conteur qui, avec Thérèse Duverger, réalisait des tournées dans les écoles et dans de nombreux lieux bien au-delà de sa région d'origine. Il a réalisé plusieurs CD à partir de ses créations orales (Contes de las Doas Bocas, Contes à deux voix, Nuèit contarèla, la Nuit aux Contes).

## Œuvres
Prose et poésie :
- Una cançon que monta de la tèrra, Forra-Borra, 1971.
- Cançons pels drollets, Forra-Borra, 1972.
- La còsta de Pujòls, quasernet Forra Borra, 1973.
- A mots menuts, Forra-Borra, 1974.
- Tendre Potache, Forra Borra, 1974.
- Mas cançons, quasernet Forra-Borra, 1975.
- L'agram forcut, Forra Borra, 1976.
- Un biais de dire, E.O.E., 1977.
- Calabrun, bande dessinée, avec C. Rapin, dessins J.-M. Ciochetti, Cap e Cap, 1975.
- Cadastre; Forra-Borra, 1978.
- Agenais Occitan, 1050-1978, avec J Rigouste et C. Rapin, E.O.E., 1978.
- Lo libre de Paul Froment, 2 vol., E.O.E., 1986, 1988.
- E nos fotèm d'èstre mortals !, illustrations de Jean-Claude Pertuzé, I.E.O, A TOTS, 1990.
- Contes à deux voix, E.O.E., 1992.
- Contes de las doas Bocas, CRDP, Tolosa, 1993.
- Òbras complètas, Institut d'Estudis occitans :

Dels camins bartassièrs (Pròsa), 2003
Mos Trastèls (Òbra teatrala)
Talveradas (Pròsa), 2004
De Cric a Crac (Òbra contada)
Sembla Vida (Òbra poetica)
Théâtre :
- La television, operà bofanaire, musique de Pèire Capdeville, Forra Borra, 1971.
- Viva El !, farcejada electorala e republicana, Forra Borra, 1974.
- A la Velhada : comedia dramatica, Forra Borra, 1975.
- Para la clòsca, o la grèfa de cervèl !, farcejada, Forra Borra, 1975.
- La patacada, o lo Cid occitan, Forra Borra, 1982.
- Ò ! Alienòr, o la republica de Picapoul, Forra Borra, 1983.
- Lo mal de Siset, farcejada medicala, Camins d'Estiu, FR3, 1985.
- Ravalhac, farcejada istoric, FR3, 1986.

Participation aux revues :
- Articles et communications dans : Autrement, Per Noste, Òc, L'Esquilon, Sud-Ouest, Cahiers d'Études Cathares…

Disques :
- Jansemin, letra a Silvan Dumont, Mos Sovenirs, Cap-e-Cap, 1972.
- Un biais de dire, Revolum, 1979.
- Jansemin-Esquieu, Revolum, 1981.
- Mos sovenirs-Letra a S. Dumon, Revolum, 1982.
- Contes de las doas bocas, avec Teresa Duverger, CRDP, Tolosa, 1993.
- Nuèit contarèla, la Nuit aux Contes, avec Teresa Duverger, 1996.

Télévision :
- Parlar occitan, en collaboration avec l'équipe pédagogique, 75 émissions.
- Istòrias d'Aquitania, Histoires d'Aquitaine, avec Jacmelina, Bernat, E. Fraj e J.C. Pertuzé, Joan lo Bracièr de Pena, L'imprevist de Biron, La domaisèla, Amor de luenh. FR3-Aquitaine, 1985-1987.

Animations :
- depuis 1960, animations et veillées, partout en Occitanie.
- depuis 1988, Contes de las doas bocas, veillées-contes, avec Teresa Duverger.
- depuis 1993, animations occitanes pour les classes : Las Asenadas de Batiston.
- 40 chansons interprétées par : Gui Corrèjas-Clerc, Peir-Andreu Delbeau, Josiana Vincenzutto, Eric Fraj, Jacmelina, Latornariá, Los de Larvath, Paraula…

Autres activités occitanistes :
- cofondateur président : Prix pan-occitan Paul Froment, Penne d'Agenais, depuis 1972.
- cofondateur et président de l'Escòla occitana d'Estiu, 1974-1995.
- directeur du Centre cultural occitan de Piquepoul 47340 Hautefage.
- rédacteur en chef : Camins d'Estiu, 1975 à 1996.
- ancien membre du Bureau de l'I.E.O.
- prix Jansemin d'Argent, 1975, Prix Auguste Fourès, 1988, Jeux floraux de Toulouse.
- responsable des éditions Forra-Borra et E.O.E., 245 titres parus de 1971 à 1996.